# Hongaarse rapsodie
Hongaarse rapsodie is het eerste deel in de spionage stripreeks Max Fridman van de Italiaanse tekenaar en schrijver Giardiono. Het stripalbum werd uitgebracht door Mondria uitgevers in 1982 en verscheen in 2024 samen met het tweede deel De poort van de oriënt in een bundeling bij uitgeverij Saga. 

## Ontstaan
In 1982 begon Giardino het verhaal van Max Fridman, die door de Franse geheime dienst werd teruggeroepen om de moord op Franse agenten in het kosmopolitische Boedapest te onderzoeken. De serie verscheen eerst in vier delen in het Italiaanse tijdschrift Orient Express, voordat ze verzameld als Hongaarse rhapsodie  werd uitgegeven.
Max Fridman is een onrustige, voorzichtige man met een dochter in Zwitserland die hij aanbidt. Zijn gedrag is het gevolg van zijn verleden dat op de een of andere manier voortkomt uit niet bekendgemaakte ervaringen in de Spaanse Burgeroorlog, waar hij als Republikein vocht in de Internationale Brigades tegen Franco's Nationalisten. Volgens Han Brok, in Stripjaarboek '87-'88, loopt Max Fridman als het ware argwanend in zijn verhaal rond, maar niet als zonderling. "Hij reageert uiterst menselijk en is dan ook niet immuun voor vrouwelijk schoon." 

## Verhaal
In Hongaarse rapsodie gaat het om een vermeende wapenzending voor Franco die in scene is gezet door de Duitsers om de aandacht af te leiden van de op handen zijnde Anschluss. Max Fridman wordt door de Franse spionagedienst gechanteerd om zijn huis in Zwitserland te verlaten en de moorden in Boedapest te onderzoeken. Aangekomen in Boedapest prikt en snuffelt hij rond, en wordt snel het doelwit van niet alleen de mysterieuze moordenaars, maar schijnbaar schijnbaar elke factie in een stad vol spionnen van elk type en beschrijving, van Sovjet-agitatoren tot nazi-samenzweerders. In Boedapest, waar Oost en West elkaar ontmoeten, ontdekt Friedman dat, net als het spionagespel zelf, niemand en niets te vertrouwen is. Ergens heeft iemand een masterplan, maar wie is het en wat het is? 